# ثورة الفلاحين في فلسطين
كانت ثورة الفلاحين تمردًا ضد التجنيد الإجباري وسياسة الضرائب المصرية في فلسطين. كان أغلب المتمردين من الفلاحين المحليين إلا أنه أيضاً شارك في الثورة وجهاء من الحضر وكذلك القبائل البدوية والذي كان رد فعل جماعي ضد السلطات المصرية التي انتزعت الحقوق والامتيازات غير الرسمية التي تمتعوا بها تحت الحكم العثماني.